# Nina Maleika

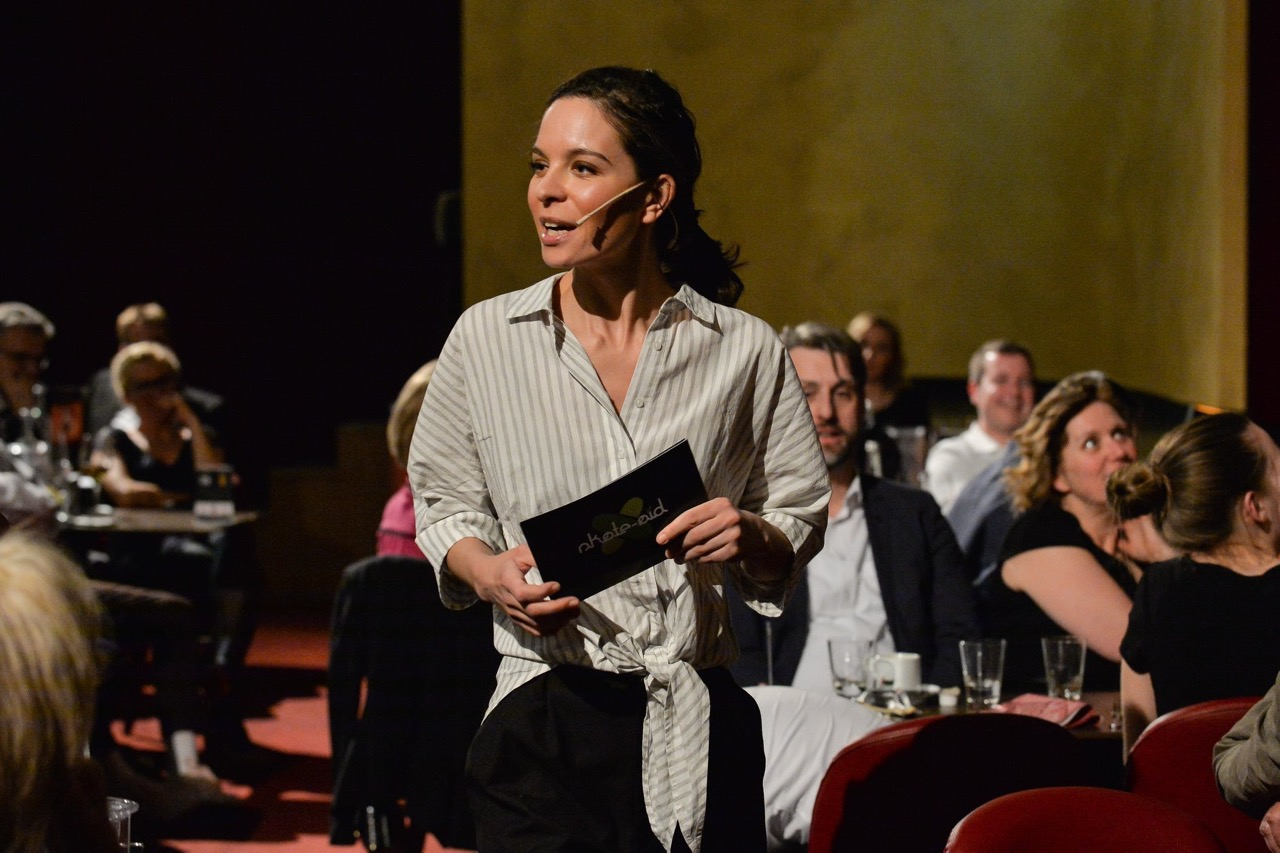
Nina Maleika, 2018

Nina Maleika (* 28. November 1981 in Hamburg als Nina Maleika Lorenz) ist eine deutsch-ägyptische Sängerin und Songwriterin.

## Leben
Als Tochter eines ägyptischen Vaters und einer deutschen Mutter wurde Nina Maleika in Hamburg geboren. Ab dem Alter von 14 Jahren erhielt sie unter anderem bei Johannes Schaefer eine mehrjährige Gesangs- und Schauspielausbildung. Mit 16 Jahren gründete Maleika ihre erste eigene Band.
Von 2005 bis 2006 besuchte sie das Norddeutsche Tanztheater bei Rotraut de Neve und absolvierte dort eine Performance-Ausbildung.
Als Studio- und Livesängerin sowie als Texterin arbeitete sie mit Künstlern und Produzenten wie Stefan Raab, Semino Rossi, Jan Delay, Sarah Connor, Yvonne Catterfeld, Bro’Sis  und Max Herre zusammen.
Bei der Soulounge-Deutschland-Tournee 2004 trat sie als Gastsängerin mit Roger Cicero auf.
Als 1. Sopran-Solistin hatte sie internationale Auftritte u. a. in Barcelona, New York City und Taiwan mit der Londoner Musical-Produktion ABBA-Fever als Agnetha und bei der Uraufführung des Musicals Hafenengel bei Kampnagel Hamburg. Bei den German Open Tennisturnieren 2009 und 2010 in Hamburg-Rotherbaum trat sie bei der Eröffnung und dem Finale als Sängerin auf. Es folgten 2011 Duette mit Udo Lindenberg bei MTV Unplugged – Live Aus Dem Hotel Atlantic (Track 2: Mein Ding) und Rock gegen Rechts.
Mit Mellow Mark trat sie für das Bundesland Brandenburg beim Bundesvision Song Contest 2012 an. Mehrere Fernsehauftritte, u. a. bei TV total, folgten. Als Moderatorin wurde sie 2013 unter anderem für die Skate Aid Night und den Guinness World Records Day engagiert.
Nina Maleika schloss nach Teilnahme am Year of Performance des Norddeutschen Tanz Theaters in Hamburg die Weiterbildung zum Community Performance Teacher ab.

## Verbreitung von Falschinformationen
In einem Interview im Juni 2021 zweifelte Nina Maleika die COVID-19-Pandemie an. Sie sprach von „einer sogenannten Pandemie, die sich nach der Definition des RKI und aufgrund der dort veröffentlichten Zahlen gar nicht so hätte nennen dürfen.“ Maleika beteiligte sich an der Aktion „#allesaufdentisch“.
Nach dem Terrorangriff der Hamas erklärte Maleika wahrheitswidrig, dass Paul Ronzheimer eine Reportage aus dem Gazastreifen vor einem Greenscreen gefälscht habe, und bezeichnete Ronzheimer öffentlich als „Ratte“. Im ARD-Magazin Kontraste verteidigte sie diese Aussagen und erklärte, Faktencheck-Berichterstattung etwa von ARD oder Agence France-Presse keinen Glauben zu schenken.  Sie verbreitete zudem ein KI-generiertes Bild angeblicher Opfer aus Gaza, nachdem es bereits als Fake identifiziert worden war.

## Diskografie
- 2010: Sandstrand – Duett mit René Hargens (Jam In Jail (Hamburgs Musiker Im Knast), Rosi-Records)
- 2012: Bleib bei mir – Duett mit Mellow Mark (Bundesvision Song-Contest 2012, Polystar)

## Theater und Musical (Auswahl)
- 2000: Das Fräulein Niemand (Theater Zinnschmelze HH – als Lehrerin)
- 2006–2009: ABBA fever (als Agnetha)
- 2007: Hafenengel (Theater Kampnagel HH – als Engel Zahara)
- 2008: Beatles Show (Rock n Roll Circus – Sgt. Pepper Lonely Hearts Clubband)